# Велика Стара Вас
Велика Стара Вас (словен. Velika Stara vas) — поселення в общині Гросуплє, Осреднєсловенський регіон, Словенія. Висота над рівнем моря: 370,4 м.